# Мироновка (Пятихатский район)
Мироновка (укр. Миронівка) — село,
Холодиевский сельский совет,
Пятихатский район,
Днепропетровская область,
Украина.
Код КОАТУУ — 1224588005. Население по переписи 2001 года составляло 7 человек .

## Географическое положение
Село Мироновка находится между сёлами Лыкошино и Яковлевка (1,5 км).